# Julie Peyr
Julie Peyr est une scénariste et romancière française née en 1975.

## Biographie
Julie Peyr est la fille d'un instituteur de L'Île-Saint-Denis, ville où elle a passé son enfance dans le quartier Marcel-Paul et qui lui inspirera son roman Anomalie (2018),.
Depuis plusieurs années, elle vit à Los Angeles aux États-Unis.

## Publications
- 2005 : Le Corset, éditions Denoël,  (ISBN 978-2207256824)
- 2018 : Anomalie, éditions des Équateurs,  (ISBN 9782849905791)[2]
- 2022 : Les disparus des Argonnes, éditions des Équateurs,  (ISBN 9782382842027)

## Filmographie
- 2005 : Douches Froides d'Antony Cordier
- 2010 : Happy Few d'Antony Cordier
- 2013 : Jimmy P. (Psychothérapie d'un Indien des Plaines) d'Arnaud Desplechin
- 2014 : Bodybuilder de Roschdy Zem
- 2015 : Peur de rien de Danielle Arbid
- 2015 : Trois souvenirs de ma jeunesse d'Arnaud Desplechin
- 2015 : Je ne suis pas un salaud d'Emmanuel Finkiel
- 2016 : L'Ami, François d'Assise et ses frères de Renaud Fély et Arnaud Louvet
- 2017 : Gaspard va au mariage d'Antony Cordier
- 2017 : Les Fantômes d'Ismaël d'Arnaud Desplechin
- 2018 : L'Ordre des médecins de David Roux
- 2019 : Celle que vous croyez de Safy Nebbou
- 2019 : Poissonsexe d'Olivier Babinet
- 2021 : Azuro de Matthieu Rozé
- 2021 : Tromperie d'Arnaud Desplechin
- 2022 : Frère et Sœur d'Arnaud Desplechin

## Distinctions

### Nominations
- César 2014 : César de la meilleure adaptation pour Jimmy P. (Psychothérapie d'un Indien des Plaines)
- César 2016 : César du meilleur scénario original pour Trois souvenirs de ma jeunesse
- Lumières 2016 : Lumière du meilleur scénario pour Trois souvenirs de ma jeunesse